# Это мгновение
«Э́то мгнове́ние» — советский художественный фильм 1968 года режиссёра Эмиля Лотяну, снятый на киностудии «Молдова-фильм». Лауреат Всесоюзного кинофестиваля.

## Сюжет
Весна 1939 года, конец Гражданской войны в Испании, горящий самолёт республиканских сил падает в море.
В короткие мгновения между жизнью и смертью перед мысленным взором лётчика проходит всё, что привело его в кабину.
1937 год. Молдавский лётчик Михай Адам, простой бессарабский парень, нанимается работать в революционную Испанию. Но к интернациональным бригадам он отношения не имеет — с Республикой его связывает только контракт: он перегоняет в Испанию самолёты и перевозит грузы, закупаемые республикой или предложенных ей в порядке помощи. Ему без разницы на чьей стороне летать — вот так вышло, что выступает на стороне республиканцев, — он «солдат удачи», приехал сюда из любви к риску, романтике, а главное — деньгам, снисходительно посматривающий на революционеров-идеалистов, добровольцев-коммунистов собравшихся со всего мира. Но, встретив здесь настоящих друзей и настоящую любовь, он понимает, что есть кое-что кроме денег и не всё и не всех можно купить, и становится добровольным участником народной борьбы с франкистами. Узнав цену людям, он совершает невозможное ранее — хотя его подвиг, стоящий ему жизни, бесполезен с точки зрения реальной обстановки — война уже проиграна Республикой, и это один из последних воздушных боёв, — но для него он имеет смысл.

Автор не делает тайны из духовной эволюции героя. Он открывает карты сразу, начиная картину с высокой ноты — кадров объятого пламенем самолёта. Весь фокус, таким образом, состоит в том, как Михай Адам принимает решение сесть за штурвал самолёта, которому не суждено вернуться на аэродром. И мы, свидетели его гибели, понимаем, что то была не бравада, не минутный порыв, а сознательный шаг, итог всему пережитому за три года жизни в Испании. В подобных случаях достаточно незначительного, казалось бы, толчка, всего одного мгновения, чтобы было принято решение. Но из таких неповторимых мгновений и сплетается человеческая судьба, в них испытывается, каков он, человек, и на что Годен.— В зеркале экрана: статьи и рецензии / Василий Широкий. — Кишинёв: Картя Молдовеняске, 1971. — 125 с. — стр. 96-99

## В ролях
| Актёр                   | Роль                             |
| ----------------------- | -------------------------------- |
| Мария Сагайдак          | Ампаро                           |
| Михаил Волонтир         | Михай Адам                       |
| Херардо Фернандес       | Пепе Гарроте                     |
| Мирче Соцки-Войническу  | Пичул                            |
| Светлана Тома           | француженка                      |
| Георге Димитриу         | доктор Кристя                    |
| Хуан Руис Гомес         | полковник Гомес                  |
| Долорес Доминго Сохо    | Лурдес                           |
| Херардо Контрерас       | офицер                           |
| Василий Кику            | комиссар                         |
| Геннадий Четвериков     | комиссар                         |
| Эрвин Кнаусмюллер       | командир интербригады            |
| Виктор Соцки-Войническу | агент 5 колонны                  |
| Михаил Бадикяну         | пассажир в берете                |
| Вадим Вильский          | боец интербригады                |
| Василий Паскару         | боец интербригады                |
| Глеб Саинчук            | человек в кафе                   |
| Лев Олевский            | офицер (нет в титрах)            |
| Гедиминас Гирдвайнис    | боец интербригады (нет в титрах) |
| Иван Бондарь            | боец интербригады (нет в титрах) |

Фильм не дублирован на русский или другие языки: герои говорят на своих языках (но фильм изначально снабжён субтитрами на русском языке).

Лента интернациональна не только по своему содержанию и духу. В ней поляки играют поляков, немцы — немцев, чехи — чехов. И испанцы, за редким исключением, играют самих себя. Каждый персонаж в фильме говорит на своем родном языке. При этом абсолютное большинство исполнителей ролей и эпизодов — непрофессиональные актёры. «Неактеры» создали на площадке атмосферу такой достоверности, такой жизненной правды, что фильм от этого только выиграл.

## Съёмки
Съёмки фильма проходили в основном Крыму:

мы не могли снимать в Испании, но мы понимали, что без этой выжженной солнцем земли не получился бы правдивый фильм. И в поисках этой земли снимали в Судаке и Черновцах, Коктебеле и Керчи, Телави и Львове, Калининграде и Киеве.— Лотяну Э. — Испания в сердце моем. (О своём фильме «Это мгновение») // Советский экран, № 3, 1970. — стр. 7
Непрофессионалами или малоизвестными актёрами являются почти все исполнители ролей, даже главных: так, для Михаила Волонтира это второй фильм в кинокарьере.
Также и с исполнительницей роли испанки Ампаро — сценарий писался режиссёром специально под актрису Светлану Тома, однако она предпочла сняться в «Мосфильмовской» экранизации Толстого, и режиссёр был вынужден искать замену на главную роль. Она нашлась случайно: как-то, просматривая в гостях фотоальбом, Лотяну увидел фото девушки, подруги знакомого — Марии Сагайдак, но она была научный сотрудник, математик, аспирантка, никогда не имевшая отношения к театру или кино. И всё-таки Лотяну уговорил её сняться в фильме.

Мария Сагайдак — не профессиональная актриса, а молодой ученый. Тем не менее она интересно сыграла главную женскую роль в картине Эмиля Лотяну «Это мгновение».— Кинокалендарь. — М.: Искусство. 1970. — 192 с. — стр. 159
Режиссёр особо выделял «неактёра» испанца Марселино Галана, который должен был в эпизоде ухода республиканцев из Испании посмотреть на Родину взглядом человека, который понимает, что оставляет её фашистам и, возможно, навсегда, — и когда стоявший спиной Марселино повернулся на камеру, то на площадке все замерли, а оператор не смог продолжать работу, попросив перерыв.
После выхода фильма сценарий Лотяну как киноповесть был издан одноимённой отдельной книгой в московском издательстве «Искусство» в авторском переводе на русский язык.

## Критика
Фильм собрал ряд призов, стал лауреатом Всесоюзного кинофестиваля и был высоко отмечен критикой и киноведами:

Картина «Это мгновение» стала значительным достижением молдавского кино. В картине вдохновенно рассказано об интернациональной борьбе против фашизма, за свободу революционной Испании. Для стилистики этого яркого фильма характерно сочетание поэтической образности и документальной точности, обращение к хронике как выразительному художественному приему.— Молдаване: очерк истории, этнографии, искусствоведения / Отв. ред. Я. С. Гросул. — Кишинев: Штиинца, 1977. — 459 с. — стр. 420
Киновед Лилия Маматова отметила, что фильм режиссёра-поэта сделан в героико-романтическом ключе, видение Лотяну фильма как поэтом подмечено и другими критиками: «В этой ленте режиссёр ведет рассказ о конкретных исторических событиях через призму своего поэтического мировидения», но также в этом отношении отмечено и отличие этого фильма от других фильмов режиссёра:

Драматургия лотяновских картин находится в строгом соответствии с законами конструирования поэтических произведений. Исключение составляет фильм «Это мгновение» — своеобразный сплав поэтического и прозаического начал.— Экран, 1977
В то же время оценки фильма были неоднозначные, и спорные мнения киноведов нашли отражения в полемике на странице журнала «Искусство кино»:

Посмотрим, что пишет В. Фомин о картине Э. Лотяну «Это мгновение»: «В его фильме о войне войны как таковой практически нет. Подвиги республиканцев и зверства фашистов показаны как бы мимоходом. Да и сама трагедия республиканской Испании, растоптанной фашистским сапогом, практически никак не раскрыта». Казалось бы, это достаточный повод для критического разбора. Но критик не хочет осуждать, он хочет оправдывать полюбившегося ему режиссёра во что бы то ни стало.
Никита Михалков, тогда ещё начинающий режиссёр, просмотрев фильм, в дневнике заметил о высоком уровне операторской работы: «Чуря — оператор хороший. Очень хороший, грамотный».

## Награды[10]
- Главный приз «Большой янтарь» IX регионального кинофестиваля в Минске, 1969.
- Вторая премия IV-го Всесоюзного кинофестиваля, Минск, 1970 год — «За историко-революционный фильм».
- Приз журнала «Искусство кино» — «За яркое, вдохновенное раскрытие темы пролетарского интернационализма».